# Bandungan (Bandungan)
Bandungan is een bestuurslaag in het regentschap Semarang van de provincie Midden-Java, Indonesië. Bandungan telt 6970 inwoners (volkstelling 2010).